# Apache Metron
Apache Metron est un cadriciel (framework) voué à la cybersécurité big data.

## Histoire
Le 24 avril 2017 Apache Metron sort du statut « incubator » et devient un projet « top level » pour la fondation Apache.
En avril 2016 Hortonworks intègre le framework à sa solution.